# Regression Analysis of Time Series
«  RATS » redirige ici. Pour les autres significations, voir Rat (homonymie).
RATS, abréviation de Regression Analysis of Time Series est un logiciel de statistiques pour l'analyse des séries temporelles et l'économétrie.